# Авеню Монтень

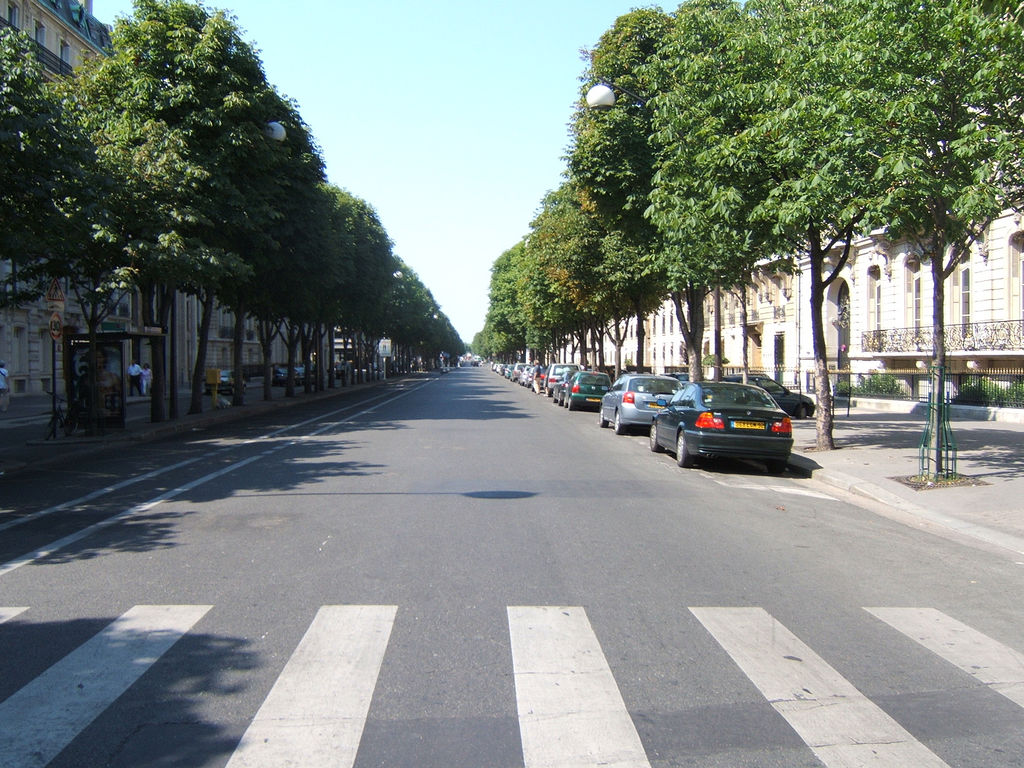
Вид на авеню Монтень

Авеню́ Монте́нь (фр. Avenue Montaigne) — улица длиной 615 м в 8 округе Парижа между площадью Рон-Пуэн (фр.) и мостом Альма.

## Название
Ранее улица называлась аллеей Вдов, поскольку горевавшие вдовы любили здесь собираться несколько веков назад. Затем аллея была названа в честь знаменитого французского писателя эпохи Возрождения Мишеля Монтеня.

## Мода

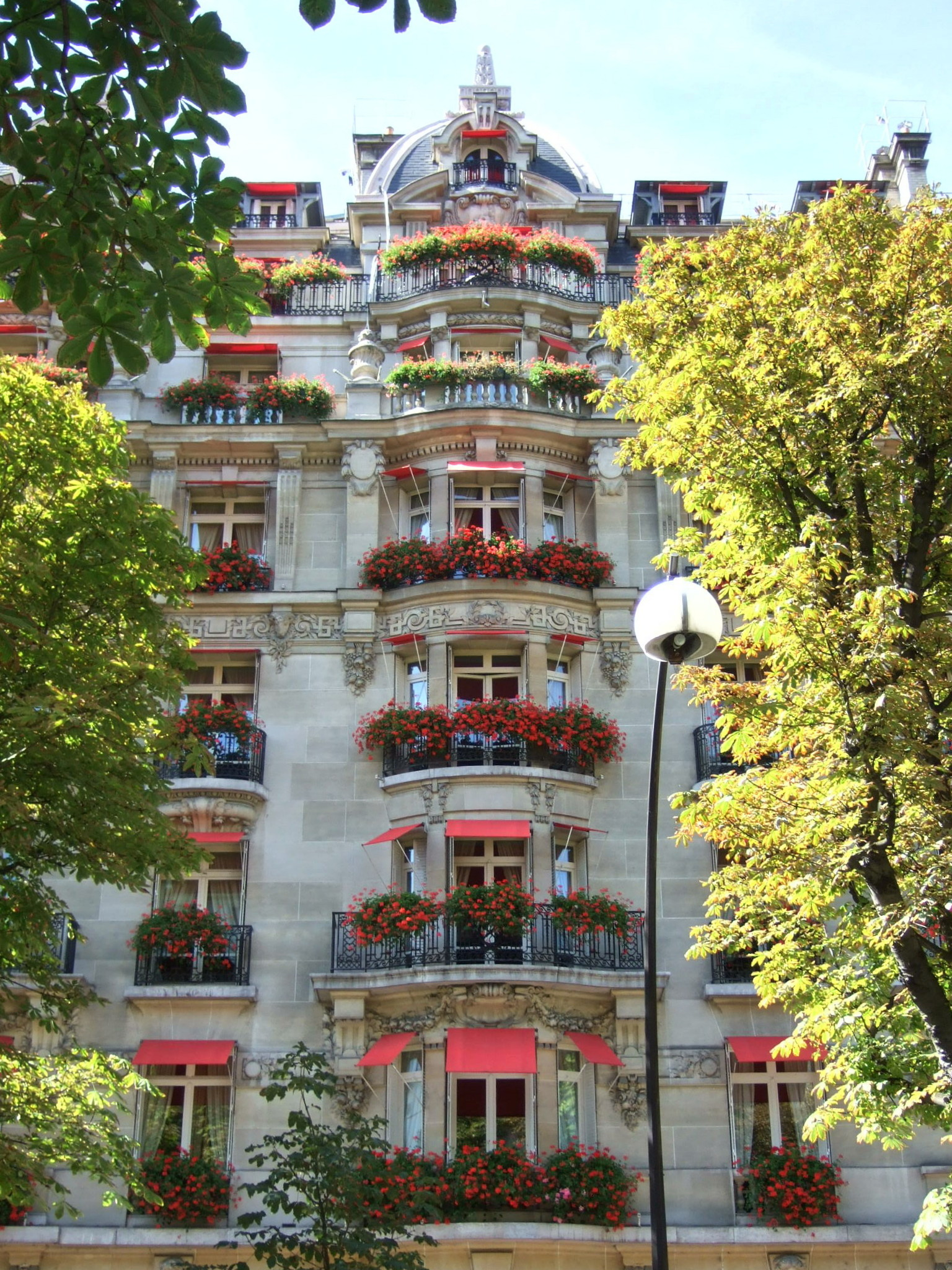
Отель Plaza Athénée

В 1980-х авеню стала одним из главных пунктов высокой моды в Париже, сместив с лидерской позиции Фобур-Сент-Оноре. На авеню Монтень находится большое количество модных бутиков: Dolce&Gabbana и Emmanuel Ungaro, Prada, Jimmy Choo, Ines de la Fressange, Valentino, Giorgio Armani, Louis Vuitton, Dior, Chanel, Bulgari, Loewe.

## Культура
На авеню Монтень находится помимо прочего театр Елисейских Полей, построенный в 1910—1913 годах братьями Огюстом и Гюставом Перре вместе с бельгийцем Анри ван де Вельде. Над фасадом театра поработал Антуан Бурдель, а потолок Большого зала украшают четыре панно Мориса Дени. Здесь впервые была исполнена «Весна священная» Стравинского, а также проходили «Русские сезоны» Дягилева и танцевал Рудольф Нуреев.
На авеню Монтень жила последние свои годы Марлен Дитрих.